# Меровка (Саратовская область)
Меровка — бывший населённый пункт на Волге, затопленный водами Саратовского водохранилища в 1967—1968 годах. На момент затопления относился к Вольскому району Саратовский области. От населённого пункта остались дачные участки, располагающиеся на сегодняшний день на территории Широкобуеракского муниципального образования Вольского района.

## География
Меровка располагалась на правом берегу реки Волги, под высоким утёсом с изрезанным склоном, который носит название горы Маячной (185,9 м). Цепь высот над Волгой, в которую входит гора Маячная, является южным продолжением Хвалынских гор и, по некоторым данным, носит название Девичьи горы. Севернее Маячной находится балка Меровская (или урочище Меровский Дол) — понижение рельефа, отделяющее гору от южных отрогов Хвалынских гор. Западнее, за холмами — долина реки Новояблонки. Северо-западнее, за балкой Земляной (северный склон Маячной), на реке стоит посёлок Победа (Хвалынский район). Юго-западнее на реке стоит село Богородское (уже Вольский район). По западным и южным склонам Хвалынских гор, западнее Маячной и далее по гребню прибрежных холмов над Волгой уходит автотрасса Р228 «Сызрань — Саратов — Волгоград».
Напротив того места, где находилась Меровка, на левом берегу Волги существует небольшой полуостров Малый Красный Яр, за ним, на берегу — урочище Матвеевское. Далее на юг по левому берегу — урочище Дмитриевское; затем, в районе устья протоки Берёзовки — Балаковская АЭС с технологическим водохранилищем, отделённым дамбой от Саратовского водохранилища. Северо-восточнее, также по левому берегу — устье Малого Иргиза. На правом берегу выше по течению — посёлок Алексеевка (Хвалынский район), ниже — село Широкий Буерак (Вольский район).
До момента образования Саратовского водохранилища и затопления низменного берега вместе с Меровкой, в районе села на Волге находилось несколько крупных островов, отделяемых друг от друга и от берегов основным руслом реки и более мелкими протоками. Юго-западнее Меровки, вдоль правого берега, тянулся остров Пичуга (или Пичугин); восточнее него, вдоль основного русла — остров Середка (или Середыш); северо-восточнее Меровки, вдоль левого берега — остров Хорошенский. Протока, разделявшая острова Пичугин и Середка, а также отделявшая остров Хорошенский от левого берега Волги, называлась Воложка. Малый Иргиз впадал в Волгу напротив Меровки, на его берегах, недалеко от устья, находился населённый пункт Малый Красный Яр.
На текущий момент местность на узкой полоске берега Саратовского водохранилища под горой Маячной носит название «урочище Меровка» и застроена дачными домами.

## История
Есть сведения, что в районе Меровки существовали ещё поселения неандертальцев. Найденная на острове Меровский затылочная кость человека имеет неандерталоидные черты и сходна с архаичным сапиенсом Схул V.
Населённый пункт уже присутствует, по крайней мере, на Подробной карте Российской империи и близлежащих заграничных владений (так называемой «Столистовой карте»), составленной в 1801—1804 годах силами Депо карт (издания 1816 года). На этой карте он обозначен как село «Меровка, тожъ Пичугино», с церковью в честь Космы и Дамиана. Согласно карте Европейской России и Кавказского края 1862 года, Меровка сохраняла статус села.
По данным того же 1862 года, «владельческая деревня» Меровка имела 94 двора и 549 жителей (269 мужчин и 280 женщин), в населённом пункте была 1 овчарня. На момент отмены крепостного права деревня была владением графа Иллариона Ивановича Воронцова-Дашкова. На Специальной карте Европейской России И. А. Стрельбицкого, составленной в 1865—1871 годах (лист 92, издание 1872 года), «Мҍровка» также обозначается как крупное селение в 90 дворов (переиздание карты 1919 года даёт те же данные).
В 1896 году на средства казны по инициативе прихожан в селе была построена деревянная церковь-школа во имя преподобного Романа Сладкопевца, с отдельной деревянной колокольней на столбах. В здании церкви помещалась также церковно-приходская школа, при церкви состояли священник и псаломщик. До наших дней храм не сохранился.
В 1911 году в статистическом отношении Меровка характеризовалась следующим образом. Дворов — 146 местных и 4 посторонних; жителей (и местных, и посторонних) — 1118 человек (530 мужчин и 588 женщин, великороссы); крестьянских посевов — 732 десятины (512 — купленной земли, 220 — надельной земли, полученной в надел Меровским сельским обществом после отмены крепостного права в пользование от помещика); основную часть посевов составляла пшеница, основную часть поголовья скота — мелкий скот, овцы и свиньи (1386 голов); в Меровке использовалось 63 железных плуга и 1 веялка.
В течение длительного времени село входило в состав Хвалынского уезда (Алексеевской волости). С 1928 года — в Вольском районе.
После строительства Саратовской ГЭС в 1967—1968 годах было образовано Саратовское водохранилище, воды которого затопили Меровку. Уже после затопления в течение некоторого времени дачные участки под горой Маячной, существующие до сих пор, обозначались на картах как населённый пункт Меровка.

## В фольклоре
Девичьи горы и окрестности Хвалынска фигурируют в легендах о шайках девушек-разбойниц, промышлявших в своё время в этих местах (в связи с чем холмы над Волгой якобы и получили название Девичьих гор). Те или иные объекты, упоминаемые в сказаниях, ныне локализуются в разных местах Вольского и Хвалынского районов. Одним из таких мест выступают Меровка и Маячная гора.
Согласно преданию, на Маячной («Маяцкой») горе, пониже Меровки, свой разбойничий стан держала атаманша по прозванию «Девушка Пелагеюшка»; второй её стан располагался в Жигулях. Недалеко (на некой Лысой горе, как говорится в отдельных пересказах легенды) держала стан сестра Пелагеи Аринка, обладавшая якобы колдовскими чарами, которым обучил её старик-чернокнижник Лысый (или «Лысый Атаман»). Занималась Аринка грабежом торговых караванов на Волге:

«...выйдет Аринка на самую кручу, махнет белой рукой, и стал караван; повисли паруса, весла не поднять, хоть весь народ созови, ни лямкой ни веслом судна на вершок не сдвинешь. И сами идут купцы на берег, несут Аринке шелка да ковры, да казны сколько захочет.»

Узнав о славе Аринки, прилетел к ней на персидском ковре-самолете сам Стенька Разин. Однако, полюбив Степана, нарушила Аринка зарок, данный чернокнижнику, и лишилась и силы своей колдовской, и жизни.

«...сказывают, и ныне по ночам видят некоторые, как Степан огненным змеем слетает на её одинокую могилу, слетает, огнём-жаром
рассыпается.»